# Hr.Ms. Sommelsdijk (1884)
De Hr.Ms. Sommelsdijk was een driemaster zeilschip/schroefstoomschip vierde klasse van de Koninklijke Marine met een stoomaangedreven schroef als aanvullende voortstuwing. Gebouwd in Rijkswerf te Amsterdam werd ze in 1884 in dienst gesteld. Het schip is vernoemd naar het plaatsje Sommelsdijk op het eiland Goeree-Overflakkee.

## Scheepselftal
In de perioden aan de wal kon er door de bemanning gevoetbald worden. De Hr.MS. Sommelsdijk bezat een scheepselftal, dat als voetbalvereniging Sommelsdijk tussen 1907 en 1908 aangesloten was bij de Heldersche Voetbalbond. Tijdens de werfperiode te Den Helder, deed het scheepselftal in het seizoen 1907/08 mee aan de Heldersche competitie, waarbij de 5e plaats werd behaald.